# U.S. Route 2
La U.S. Route 2, o U.S. Highway 2, (US 2) è un'autostrada che attraversa gli Stati Uniti da est ad ovest per 4144 km attraverso gli Stati settentrionali continentali. 
La U.S. 2 è costituita da due segmenti connessi da strade nel Canada meridionale. Diversamente da altre strade, che sono state troncate a causa dell'incontro con altre autostrade, le due porzioni della U.S. 2 non erano state progettate per essere connesse direttamente, e sono separate sin dal 1926, quando fu commissionato il piano originale delle highways.
Il segmento occidentale termina ad ovest nella Washington State Route 529 (Maple Street) a Everett, nello Stato del Washington, e ad est nella Interstate 75, a St. Ignace, nel Michigan. Il segmento orientale ha come terminali la U.S. Route 11 presso Rouses Point, nel New York, ad ovest, e la Interstate 95 a Houlton, nel Maine, ad est.
Come mostrano i suoi numeri, è la U.S. Route "est-ovest" più a nord dello Stato.